# The X-Files (10.ª temporada)
A décima temporada de Ficheiros Secretos (português europeu) ou Arquivo X (português brasileiro) (no original inglês: The X-Files) foi uma minissérie para TV de 2016, continuação de The X-Files, a série que foi originalmente transmitida por nove temporadas entre 1993 e 2002 na Fox. O retorno foi anunciado em 24 de março de 2015 pela Fox, que confirmou a produção de uma série especial de seis episódios.  A série estreou em 24 de janeiro de 2016.

## Elenco

### Elenco principal
- David Duchovny como Fox Mulder, um agente especial do FBI anteriormente designado para os X-Files

. Exatamente como na série original, ele continua acreditando intensamente no paranormal e na existência devida extra-terrestre.
- Gillian Anderson como Dana Scully,uma médica e agente especial do FBI anteriormente designada para os X-Files, para validar seus casos. Apesar de cética no início, após a abdução de Mulder, passou a acreditar no paranormal e na existência de vida estra-terrestre.
- Mitch Pileggi como Walter Skinner, um diretor assistente no FBI e aliado de Mulder e Scully.

### Elenco recorrente
- William B. Davis como O Homem Fumante, algumas vezes chamado O Canceroso um antigo oficial governamental, e arqui-inimido de Mulder e Scully, que trabalhou para acobertar a verdade - a existência de aliens e seus planos para colonizar a Terra.[6]
- Annabeth Gish como Monica Reyes, uma agente especial do FBI e aliada de Mulder e Scully, que foi inicialmente designada para a divisão dos Arquivos-X.[7]
- Bruce Harwood como John Fitzgerald Byers, um membro dos Cavaleiros Solitários (The Lone Gunmen).[8]
- Tom Braidwood como Melvin Frohike, um membro dos Cavaleiros Solitários (The Lone Gunmen).[8]
- Dean Haglund como Richard Langly, um membro dos Cavaleiros Solitários (The Lone Gunmen).[8]
- Sheila Larken como Margaret Scully, mãe de Scully.[9]

### Elenco convidado
- Joel McHale comoTad O'Malley, um âncora de notícias na Internet que é um aliado de Mulder.[10]
- Annet Mahendru como Sveta, uma vítima de abdução alienígena.[11]
- Rhys Darby como Guy Mann[12]
- Kumail Nanjiani como Pasha[13]
- Robbie Amell como agente Miller[14]
- Lauren Ambrose como agente Einstein[14]

## Episódios
Episódios marcados com o sinal da adaga dupla (‡) pertencem a trama dos alienígenas
| N.º na série | N.º na temp. | Título                                    | Dirigido por | Escrito por                                         | Exibição original       | Audiência nos EUA (milhões) |
| ------------ | ------------ | ----------------------------------------- | ------------ | --------------------------------------------------- | ----------------------- | --------------------------- |
| 203          | 1            | "My Struggle"‡                            | Chris Carter | Chris Carter                                        | 24 de janeiro de 2016   | 16.19                       |
| 204          | 2            | "Founder's Mutation"                      | James Wong   | James Wong                                          | 25 de janeiro de 2016   | 9.67                        |
| 205          | 3            | "Mulder and Scully Meet the Were-Monster" | Darin Morgan | Darin Morgan                                        | 1 de fevereiro de 2016  | 8.37                        |
| 206          | 4            | "Home Again"                              | Glen Morgan  | Glen Morgan                                         | 8 de fevereiro de 2016  | 8.31                        |
| 207          | 5            | "Babylon"                                 | Chris Carter | Chris Carter                                        | 15 de fevereiro de 2016 | 7.07                        |
| 208          | 6            | "My Struggle II"‡                         | Chris Carter | Dr. Anne Simon & Dr. Margaret Fearon & Chris Carter | 22 de fevereiro de 2016 | 7.60                        |